# Edin Džeko
Edin Džeko (wym. [ˈɛdin ˈdʒɛkɔ]; ur. 17 marca 1986 w Sarajewie) – bośniacki piłkarz, występujący na pozycji napastnika, reprezentant Bośni i Hercegowiny, której jest kapitanem. Uczestnik Mistrzostw Świata 2014.

## Kariera klubowa
Jego pierwszym zespołem był FK Željezničar ze stolicy Bośni i Hercegowiny – Sarajewa. W latach 2003–2005 rozegrał w nim 40 spotkań i zdobył 5 goli. W 2005 przeszedł do czeskiego zespołu FK Teplice z Gambrinus Ligi za 35 tys. euro, jednak początkowo był wypożyczony do występującego klasę niżej zespołu FK Ústí nad Labem. W barwach Teplic w latach 2005–2007 rozegrał 43 mecze i zdobył 16 goli. Był wicekrólem strzelców i najlepszym obcokrajowcem czeskiej ligi. W roku 2006 został wybrany najlepszym piłkarzem Bośni i Hercegowiny do lat 20.
Dobre występy w Czechach zaowocowały przejściem do zespołu Bundesligi – VfL Wolfsburg za 4 miliony euro. Edin Džeko był najlepszym strzelcem drużyny w pierwszej części sezonu 2007/2008 – rozegrał 16 spotkań i strzelił 5 goli. W sezonie 2008/2009 zaliczył wspaniały występ w pucharze Niemiec. VfL Wolfsburg grał z FC Oberneuland i w wygranym 7:0 spotkaniu Džeko strzelił cztery bramki. 6 listopada 2008 w czasie meczu w Pucharze UEFA przeciwko holenderskiemu SC Heerenveen zdobył dla drużyny z Wolfsburga dwa gole. Zielono-biali wygrali ten mecz 5:1, a koszulka Džeko została zlicytowana i sprzedana na charytatywnej aukcji. W sezonie 2008/2009 w 32 meczach Bundesligi zdobył 26 goli, tworząc duet napastników z Grafite, który strzelił o dwie bramki więcej. Wolfsburg zdobył w owym sezonie pierwsze w swojej historii mistrzostwo Niemiec, dzięki czemu zakwalifikował się do Ligi Mistrzów. To pozwoliło Džeko zaliczyć swój debiut i strzelić swoje premierowe bramki w elitarnych rozgrywkach.
Latem 2009 Džeko stał się głównym celem transferowym działaczy A.C. Milan, jednak początkowo kierownictwo Wolfsburga zapewniało, że nie ma zamiaru sprzedawać swojego napastnika. Bośniak w jednym z wywiadów powiedział, że jego marzeniem jest gra dla Milanu. 28 czerwca piłkarz poinformował, że nie dostał od klubu zgody na odejście i zostaje w Wolfsburgu. 7 lipca Džeko przedłużył swój kontrakt z Wolfsburgiem o rok, a w umowie została zawarta klauzula umożliwiająca Bośniakowi opuszczenie klubowi za kwotę co najmniej 20 milionów euro. W sezonie 2009/2010 został królem strzelców Bundesligi z 22 bramkami na koncie. W styczniu 2011 został kupiony za 27 mln funtów przez angielski klub Manchester City. Był to najdroższy transfer w historii Bundesligi.
7 sierpnia 2015 przeszedł testy medyczne w AS Roma.

## Kariera reprezentacyjna
Edin Džeko w 2003 i 2004 był członkiem reprezentacji do lat 19 w meczach przeciwko Kazachstanowi i Włochom. Występował także w zespole do 21 lat – w 2007 Bośnia i Hercegowina pokonała Holandię, a następnie wygrała z Armenią 3:2 oraz zremisowała z Norwegią 1:1. Jednak już w kolejnym dwumeczu z Czechami przegrała 1:2 i zremisowała 1:1.
Debiut w dorosłej reprezentacji Edin Džeko zaliczył 2 czerwca 2007 w spotkaniu z Turcją, zdobył gola na 2:2, a mecz ostatecznie zakończył się wygraną Bośniaków 3:2. Wystąpił w wygranym 4:3 meczu towarzyskim przeciwko reprezentacji Słowenii strzelając gola w 53. minucie. 28 marca zagrał w meczu eliminacji mistrzostw świata przeciwko Belgii, strzelając gola w 7. minucie gry, Bośnia wygrała ostatecznie 4:2 i dzięki temu zwycięstwu przesunęła się na drugie miejsce w grupie. W meczu rewanżowym dzięki jego dwukrotnemu trafieniu do siatki, Bośnia i Hercegowina wygrała 2:1 i zdobyła kolejne punkty w eliminacjach.

## Sukcesy

### VFL Wolfsburg
- Mistrzostwo Niemiec: 2008/2009

### Manchester City
- Mistrzostwo Anglii: 2011/2012, 2013/2014
- Puchar Anglii: 2010/2011
- Puchar Ligi Angielskiej: 2013/2014
- Tarcza Wspólnoty: 2012

### Inter Mediolan
- Puchar Włoch: 2021/2022, 2022/2023
- Superpuchar Włoch: 2021, 2022

### Indywidualne
- Król strzelców Pucharu Niemiec: 2008/2009 (6 goli)[a]
- Król strzelców Bundesligi: 2009/2010 (22 gole)
- Król strzelców Ligi Europy UEFA: 2016/2017 (8 goli)[b]
- Król strzelców Serie A: 2016/2017 (29 goli)

### Wyróżnienia
- Piłkarz Roku w Bośni i Hercegowinie: 2009, 2010, 2011, 2017, 2018

### Rekordy
- Najskuteczniejszy zawodnik w historii reprezentacji Bośni i Hercegowiny: 64 gole
- Najwięcej występów w historii reprezentacji Bośni i Hercegowiny: 129 meczów